# Venti (album)
Venti è il settimo album in studio del gruppo musicale italiano Giorgio Canali & Rossofuoco, pubblicato il 4 dicembre 2020 da La Tempesta Dischi.

## Descrizione
Le venti tracce che compongono questo lavoro sono state registrate nel marzo 2020, durante le misure di confinamento dovute alla pandemia di COVID-19.

## Tracce
1. Eravamo noi
2. Morire perché
3. Nell'aria
4. Inutile e irrilevante
5. Wounded Knee
6. Tre grammi e qualcosa per litro
7. Acomepidì
8. Raptus
9. Circondati
10. Meteo in cinque quarti
11. Vodka per lo spirito santo
12. Dodici
13. Canzone sdrucciola
14. Viene avanti fischiando
15. Come quando fuori non piove più
16. Requiem per i gatti neri
17. CDM (Te la devo)
18. Cartoline nere
19. Proiettili d'argento
20. Rotolacampo

## Formazione
Gruppo
- Giorgio Canali - voce, chitarra, tastiere, armonica
- Stewie DalCol - chitarra, pianoforte
- Marco Greco - basso
- Luca Martelli - batteria, percussioni, voce
- Andrea Ruggiero - violino

Produzione
- Francesco Felcini - missaggio, mastering
- Diego Piotto - mastering
- Martina Moretti - artwork